# 勒帕蘭峰
46°02′44.5″N 7°21′5.2″E / 46.045694°N 7.351444°E

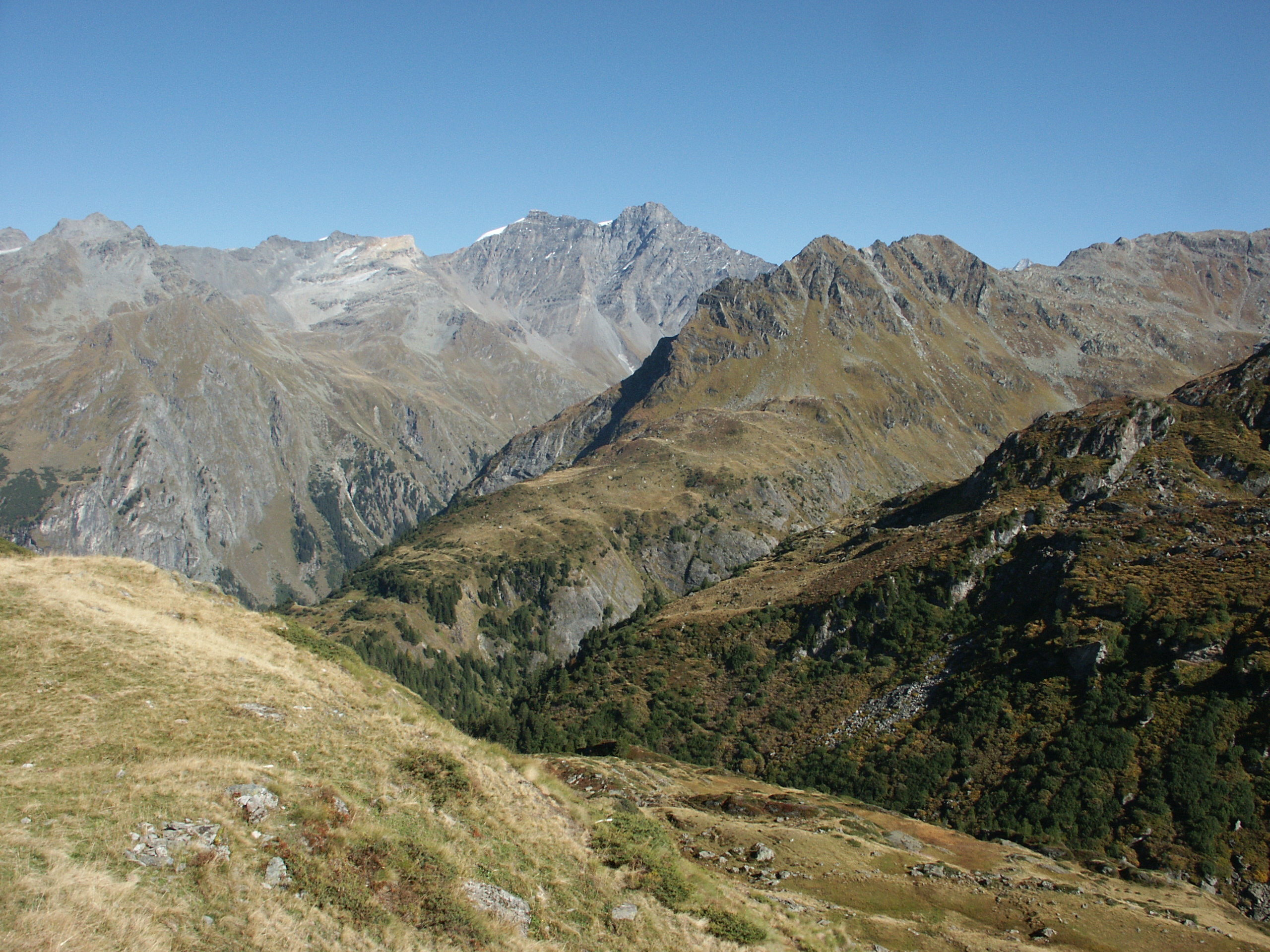

勒帕蘭峰（Le Parrain），是瑞士的山峰，位於該國南部，由瓦萊州負責管轄，屬於本寧阿爾卑斯山脈的一部分，海拔高度3,259米，每年平均降雨量1,303毫米。